# Maxime Le Forestier no 5
Albums de Maxime Le Forestier
Hymne à sept temps
(1976) Maxime Le Forestier chante Brassens
(1979)
Maxime Le Forestier no 5 est le cinquième album de Maxime Le Forestier, sorti en 1978.
Vendu à 422 100 exemplaires, La chanson la plus connue de l'album est Je veux quitter ce monde heureux.

## Listes des chansons
Toutes les paroles sont écrites par Maxime Le Forestier.
| 1.    | Sage                             | Maxime Le Forestier  | 3:30 |
| 2.    | Liberté                          | Jean-Paul Bernard    | 3:15 |
| 3.    | Antipodes                        | Alain Le Douarin     | 3:41 |
| 4.    | Le Mot Amour                     | Alain Le Douarin     | 2:30 |
| 5.    | Courrier du cœur                 | Alain Le Douarin     | 3:52 |
| 6.    | Je veux quitter ce monde heureux | Maxime Le Forestier  | 3:24 |
| 7.    | Ma ville est morte               | François Cousineau   | 3:52 |
| 8.    | Les Feuilles                     | Maxime Le Forestier  | 3:54 |
| 9.    | Mémoires d'une table             | Alain Le Douarin     | 4:08 |
| 10.   | L'Enterrement du père Fouettard  | Michel Flybin Rivard | 4:12 |
| 36:18 |                                  |                      |      |

## Musiciens
- Maxime Le Forestier : chant (tous), guitare acoustique (3, 7), guitare (6), dobro (7)
- Alain Le Douarin : guitare acoustique (1), guitare électrique (3, 7), guitare (10)
- Robert Stanley : guitare électrique (1, 4, 5, 8), guitare (9)
- Marc Bertaux (de) : basse (1-4, 7, 9, 10)
- André Ceccarelli :  batterie (1, 2, 4, 7)
- Jean-Paul Bernard : Fender Rhodes (1, 3, 7), clavinette (10)
- Michel Flybin Rivard : voix (1, 3, 7, 10)
- Jean-Marie Benoît : guitare électrique (2), banjo (9)
- François Cousineau : voix (3, 4, 7), piano (2, 5, 8, 9), synthétiseur (2, 10),
- Marcel Sabiani : batterie (3, 5, 9, 10)
- Liette Lomez : voix (3-7)
- Denis Forcier : guitare sèche (5, 8)
- Claude Arsenault : basse (5, 8)
- Gilles Losier : violon (7)
- Denis Farmer : batterie (8)

## Classement et certifications
| Classement (1978) | Meilleure place |
| ----------------- | --------------- |
| France (SNEP)     | 1               |

| Pays          | Certification | Date | Ventes certifiées |
| ------------- | ------------- | ---- | ----------------- |
| France (SNEP) | Or            | 1979 | 100 000           |